# 伊藤みき
伊藤 みき（いとう みき、1987年7月20日 - ）は、日本の女子フリースタイルスキー・モーグル元選手である。2006年トリノオリンピック・決勝20位、2010年バンクーバーオリンピック・決勝12位、2014年ソチオリンピック（予選棄権）各日本代表。

## 略歴・人物
身長161cm、体重48kg。滋賀県蒲生郡日野町出身。日野町立日野小学校、日野町立日野中学校、近江兄弟社高等学校、中京大学卒業。現在は北野建設に所属。マネジメント契約先はスポーツビズ。
両親は二人とも、高校で体育を教える教諭。中学生時代は陸上部に所属。高校では特別進学コースに在籍していた。
伊藤あづさ（姉）、伊藤さつき（妹）もモーグル選手であり、モーグル3姉妹としても知られている。
フィギュアスケート選手の安藤美姫とは、大学の同級生で親友である。出席番号は安藤が1番で伊藤が2番であるため、同じグループでもあった。
2005-06シーズン、伊藤自身冬季オリンピック・日本代表初出場となる、2006年2月11日に開催されたトリノオリンピックの女子モーグル予選は15位（22.34点）で通過したが、決勝本番ではミスが響いて結局20位（17.78点）に終わった。
2009-10シーズン、冬季オリンピック2度目の日本代表選出となる、2010年バンクーバーオリンピックに出場。2010年2月13日に開催の同五輪・女子モーグル予選は15位（21.81点）で通過。決勝本番では上位進出も期待されたが12位（21.63点）に留まり、8位以内の入賞は成らなかった。
2013-14シーズン、2014年2月に開催されるソチオリンピック2か月前の2013年12月、遠征先のフィンランドで練習中、エアの着地に失敗し転倒した際に、右膝を痛めてしまい緊急帰国。「右膝前十字靭帯損傷」で全治8か月の重傷との診断を受けるも、ソチ五輪が間近に控えているために手術を回避。その後は同シーズンのワールドカップなど試合は一切出場せず、右膝の温存療法に専念しつつ、自身冬季オリンピック3度目の日本代表選出となるソチ五輪へ、強行出場する事を表明した。
しかしながら、迎えたソチ五輪の女子モーグル本番予選直前の公式練習で、エア着地時にバランスを崩した後、倒れ込んだまま動けなくなってしまい、「誰か来てください!」と大声で救助を求める。右膝の怪我がさらに悪化した為、ソチ五輪の予選には出場する事なく無念の棄権欠場となった。
2014年4月、東京都内の病院で右膝前十字靱帯再建手術を決行。1年以上のリハビリを経て、2015-16シーズンから復帰を果たした。
2017-18シーズン、2018年平昌オリンピックに向けて、通算4度目の冬季五輪・日本代表選出を目指していた。しかし、2018年1月20日に行われたカナダ・トランブランでのフリースタイルスキー・ワールドカップでは22位に沈み、全日本スキー連盟の五輪派遣推薦基準（Ｗ杯で12位以内を2回達成の成績でクリア）を満たせずに平昌五輪は落選となる。試合後の伊藤は「もう1回成長したいと思ったのが出来なくなった」と涙を浮かべたが、「大怪我から色々な事に取り組んで挑戦が出来て、凄く学びの多い日々だった」と最後は笑顔で締めくくっていた。
2019年5月13日、現役引退と同月15日付で所属先の北野建設を退職することを公表した。

## 主な戦歴
- 1996年
12月14日 - チャレンジホットドッグ 20位
12月15日 - チャレンジカップホットドッグ 12位
- 1997年
2月16日 - 福井モーグルアタック 3位
3月2日 - マッドハウスカップ 予選落ち
4月5日 - チャレンジカップスプリング 2位
- 1998年
2月15日 - 福井モーグルアタック 3位
3月15日 - スキーヤーセイコーカップ 3位
3月22日 - テクノスカップ3位
- 1999年
1月3日 - さのさかナイターモーグル 6位
1月23日 - 里野カップ 5位
1月24日 - 里野カップデュアル 一回戦敗退
2月3日 - 箱館山石井スポーツ杯 3位
2月7日 - チャレンジカップ 3位
2月13日 - ハチ北カップ 優勝
2月14日 - 福井モーグルアタック 優勝
2月21日 - チャレンジカップ 2位
3月7日 - マッドハウスカップ 4位
3月14日 - テクノスカップ 2位
3月28日 - イエローヘストラカップ 予選落ち
4月10日 - マウンテンレイドゲーム 7位
4月12日 - 八方スーパーモーグル 優勝
4月18日 - ロシニョールカップ 4位
4月24日 - サントリーカップ 7位
4月25日 - ボーヤカップ 4位
6月13日 - 立山バンプスカップ 2回戦敗退
- 2000年
1月16日 - アイガーカップ 2位
1月23日 - ダイナ・キリンカップ 2位
2月6日 - マッドハウスカップ 2位
2月11日 - ハチ北カップ 2位
2月13日 - 福井モーグルアタック 2位
2月27日 - 平和堂テクノスカップ 優勝
3月5日 - やよいカップ 優勝
3月12日 - バンプスカップ 2位
3月19日 - イエローカップ 2位
3月20日 - ヘストラカップ 3位
3月26日 - ハートカップ 3位
4月2日 - サンバレイカップ 2位
4月9日 - 八方スーパーモーグル
4月23日 - ナパリカップ 優勝
4月29日 - ベンズK2-MARKERカップ 5位
4月30日 - ベンズサントリーカップ 2位
6月10日 - 立山雷鳥沢カップ 3位
9月24日 - 大屋サマーモーグル大会 4位
11月5日 - クロススタイルカップIN大屋大会 3位
- 2001年
1月13日: - 東京都モーグルポイント認定会第１戦 3位
2月2日 - さのさかB級大会 4位
2月12日 - 福井モーグルアタック 優勝
2月25日 - 東京都モーグル競技会 4位
3月5日 - マッドハウスカップ 優勝
3月19日 - 野沢メモリアルチャレンジ 3位
3月29日 - 全日本Jr選手権大会 3位
4月8日 - 八方スーパーモーグル 優勝
- 2002年
1月6日 - アイガーカップ兼富山県国体予選 優勝
1月13日 - ばんけいB級モーグル大会 優勝
1月14日 - 札幌A級モーグル大会 4位
1月27日 - 埼玉選手権A級 9位
2月2日 - 東京都選手権A級 4位
2月8日 - 長野大会B級 2位
2月10日 - 長野選手権A級 予選落ち
2月11日 - Be Freeカップ 優勝
2月17日 - 東京競技会B級 優勝
2月24日 - ダイナランドカップ 優勝
3月17日 - やよいカップ 2回戦敗退
3月21日 - 野沢メモリアルチャレンジ 優勝
3月28日 - 全日本Jr選手権大会 2位
4月7日 - 八方スーパーモーグル 優勝
- 2005年
8月 - ABOMチャレンジ国際大会（オーストラリア） 優勝
- 2006年
1月20日 - ワールドカップ（Ｗ杯）モーグル第5戦 11位（21.89点）
2月11日 - トリノオリンピック日本女子代表 20位
予選15位 - 22.34点 Turns=11.7(3.9 4.0 3.8 3.7 4.3) Air=4.93 Time=5.71(28秒65)
決勝20位 - 17.78点 Turns=7.5(2.8 2.2 2.9 1.8 2.5) Air=4.30 Time=5.98(27秒67)
- 2010年
2月13日 - バンクーバーオリンピック日本女子代表 12位
予選15位 - 21.81点
決勝12位 - 21.63点 Turns=5.6 Air=5.52 Time=5.59
- 2014年
2月6日 - ソチオリンピック日本女子代表 予選棄権